# Collector Swedish Open Women 2009
Collector Swedish Open Women 2009 i tennis spelades på Tennisstadion i Båstad mellan 4 juli och 11 juli 2009. Det var den 8:e upplagan av tävlingen.

## Mästare

### Singel
María José Martínez Sánchez besegrade  Caroline Wozniacki med 7-5, 6-4.

### Dubbel
Gisela Dulko /  Flavia Pennetta besegrade  Nuria Llagostera Vives /  María José Martínez Sánchez med 6-2, 0-6, 10-5. 